# Keban II
Keban II is een bestuurslaag in het regentschap Musi Banyuasin van de provincie Zuid-Sumatra, Indonesië. Keban II telt 1109 inwoners (volkstelling 2010).